# Inibitore dell'acetilcolinesterasi

Acetilcolina

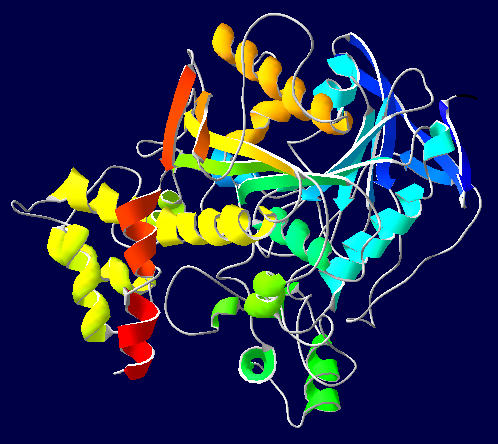
Acetilcolinesterasi

Un inibitore dell'acetilcolinesterasi è una molecola che legandosi all'enzima acetilcolinesterasi è  in grado di inibirne l'attività, impedendo la degradazione dell'acetilcolina in colina e acido acetico. L'inibizione dell'acetilcolinesterasi porta perciò ad un aumento della quantità di acetilcolina che può legarsi ai recettori specifici.

## Usi
Gli inibitori dell'acetilcolinesterasi possono possedere diversi utilizzi e funzioni:
- in natura possono fungere da veleno e tossina
- possono essere usati come agenti nervini
- ma possono avere anche diversi utilizzi in campo medico e farmacologico:
  - nel trattamento e diagnosi differenziale della Myasthenia gravis
  - nella cura dell'Alzheimer
  - come antidoti in caso di avvelenamento da anticolinergici

## Meccanismo d'azione
È uno dei mediatori della trasmissione nervosa; nel momento in cui il segnale arriva alla sinapsi, si produce acetilcolina che viene riversata in uno spazio tra due cellule nervose, chiamato spazio intersinaptico. In condizioni normali, questa acetilcolina viene immediatamente disintegrata dall'enzima. Nel caso in esame, questo insetticida modifica il sito attivo, inibendo l'azione dell'enzima acetilcolinesterasi: così facendo si produce acetilcolina per ogni stimolo, ma questa non viene degradata da alcun enzima e se ne accumula così tanto che l'insetto avrà una iperattività tale da non permettergli di controllare il suo corpo, fino a giungere alla morte in breve tempo.

## Tipi di anticolinesterasici

### Inibitori reversibili
- Organofosforici
  - metrifonato, chiamato anche Triclorfone
- Carbammati
  - fisostigmina
  - neostigmina
  - piridostigmina
  - ambenonio
  - demarcario
  - rivastigmina
- Derivati delle fenantrine
  - galantamina
- Derivati piperadinici
  - donepezil
- Tacrina
- Edrofonio
- Fenotiazine

### Inibitori irreversibili
Sono usati come armi chimiche e pesticidi. Includono:
- Organofosforici
  - ecotiopato
  - diisopropil fluorofosfato
  - ciclosarin
  - sarin
  - soman
  - tabun
  - GV
  - VX
  - VM
  - VE
  - VG
  - VK
  - VM
  - VN
  - VP
  - VS
  - Novichok (gas nervino)
  - diazinone
  - malatione
  - parathion
- Carbammati
  - aldicarb
  - bendiocarb
  - bufencarb
  - carbaryl
  - carbendazim
  - carbetamide
  - carbofurano
  - clorbufame
  - cloroprofame
  - ethiofencarb
  - formetanato
  - methiocarb
  - methomyl
  - oxamyl
  - fenmedifam
  - pinmicarb
  - pirimicarb
  - propamocarb
  - profam
  - propoxur

### Composti naturali
- Huperzina A

## Effetti
Numerosi e vari, a seconda della classe di appartenenza, possono essere gli effetti degli anticolinesterasici. L'attività sul sistema nervoso autonomo può causare bradicardia, ipotensione ma anche ipertensione, broncocostrizione, aumento delle secrezioni (sia salivari, oculari che polmonari), effetti gastrointestinali, effetti sulla muscolatura.